# Рінглінг музей
Рінглінг музей, Музей Джона та Мейбл Рінглінг — державний (належить штату Флорида) музейний комплекс, що розташований у Сарасоті, штат Флорида . Він був створений у 1927 році як спадок Мейбл та Джона Рінглінга для народу Флориди. Рінглінг музей посідає 16-те місце за величиною у ЗДА. У 2013 році Музей мистецтв Джона та Мейбл Рінглінг було перейменовано на Рінглінг (The Ringling). 
Державний університет Флориди взяв на себе керівництво музеєм з 2000 року. Музейний комплекс розташовано на півночі Сарасоти у колишньому палацовому комплексу Рінглінгів з приморським парком біля університету й аеропорту. 
Загалом, понад 14000 м2 належать до комплексу Рінглінг музею, що включає Художній музей Джона й Мейбл Рінглінг, Цирковий музей та прибережний палац Ка'д'Зан, де мешкала переважно дружина Джона Рінглінг Мейбл. Палац Ка'д'Зан відреставрований разом з історичним театром «Асоло». Нові доповнення до кампуса включають павільйон для відвідувачів, навчальний, бібліотечний та охоронний комплекс, Навчальний центр Тіббалс у комплекті з мініатюрним цирком та флігель Сірінг,  з галереєю площею у 2800 м2 для спеціальних виставок, що добудована до художнього музею.

## Історія

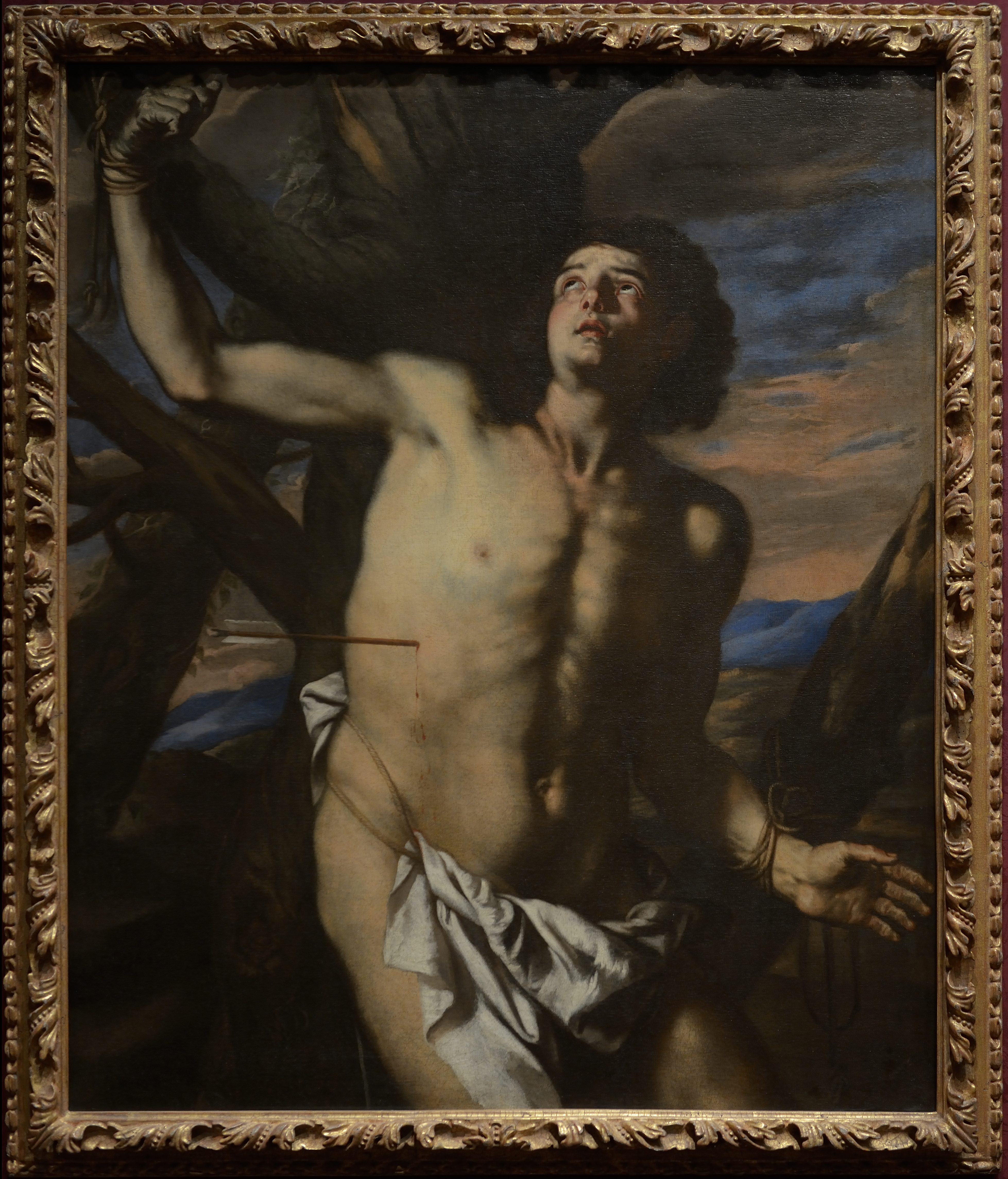
Сен-Себастьян від Ніколо де Сімоне в розділі Неаполітанського художнього мистецтва

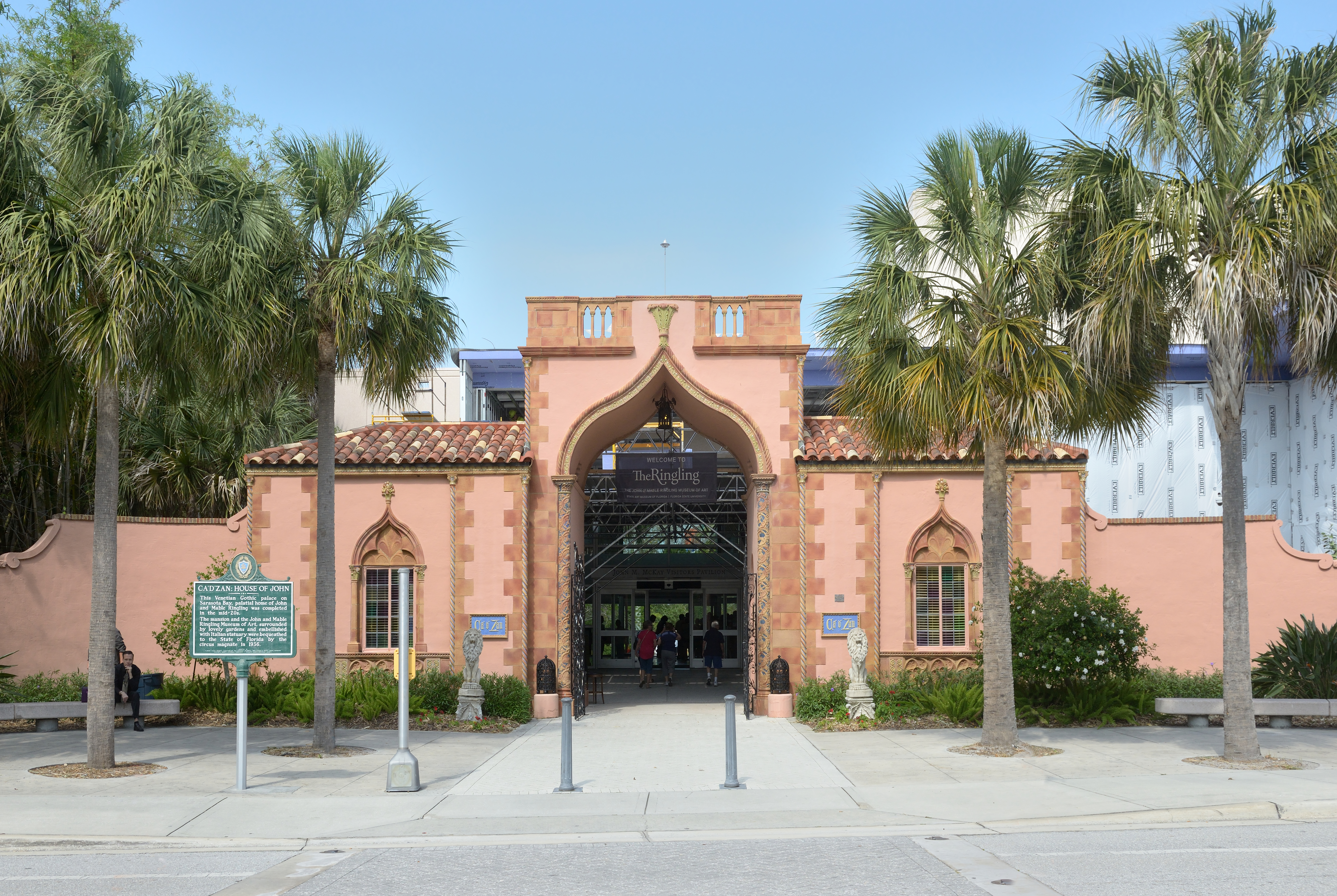
Брама у парково-палацовий комплеск Рінглінгів; Головний вхід до музейного комплексу

А. Еверетт (Чик) Остін-молодший, член Міжнародного братства чарівників, новаторський директор Вадсворт Атенеум з 1927 по 1944 роки був першим директором музею Рінглінга. 

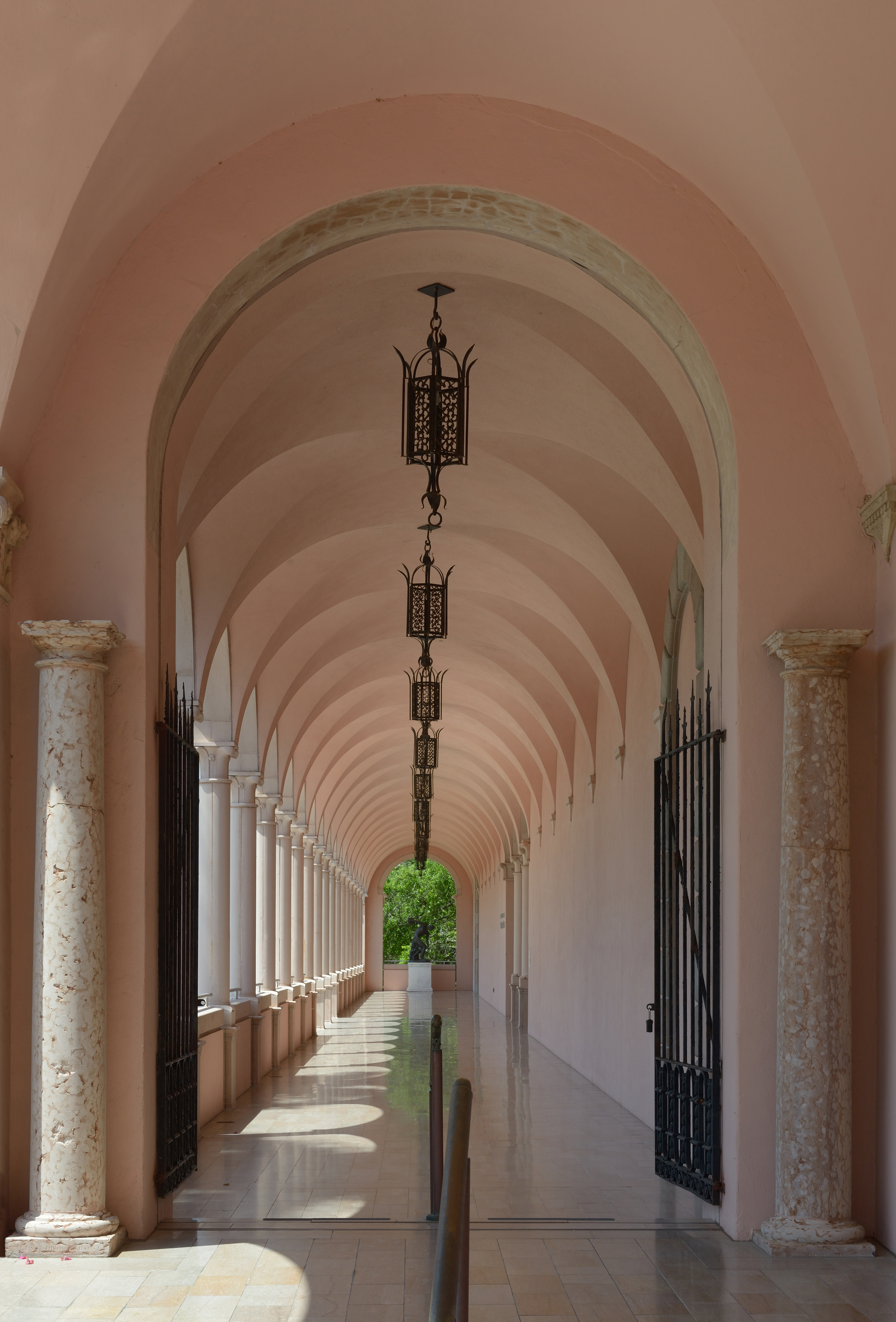
Музей художньої лоджії

Джон Рінглінг подарував свою власність та колекцію мистецтва, а також 1,2 мільйона доларів штату Флорида після його смерті у 1936 році. В одній інструкції заповіту зазначено, що ніхто не має дозволу ніколи змінювати офіційну назву музею. Протягом наступних 10 років музей був відкритий нерегулярно й не підтримувався професійно, Ка-д'Зан все ще використовувався приватно й не був відкритий для публіки, у той час як штат воювала з кредиторами Рінглінга за маєток (Рінглінг майже збанкрутів перед своєю смертю). Флорида, нарешті, перемогла у суді у 1946 році. До кінця 1990-х Ка-д'Зан руйнувався (так само й зовнішні стежки та шляхи), художній музей мав течу у даху, його охоронні системи були зовсім недостатніми для захисту його колекції, будівля театру "Асоло" була приречена, у той час як 1,2 мільйона доларів зросли лише до 2 мільйонів доларів.
У 2000 році штат Флорида остаточно переклав відповідальність за музей на Флоридський державний університет.
У 2002 році університет виділив 42,9 млн. доларів на будівництво, з однією головною умовою - музей мав зібрати 50 мільйонів доларів на приватних пожертв протягом п'яти років. За цей термін музей зібрав на 5 мільйонів доларів більше.
У січні 2007 року було завершено розширення та оновлення Музею мистецтв на 76 мільйонів доларів. Додано новий флігель Артура Ф. та Улла Р. Сірінгів, що є останньою складовою п'ятирічного генерального плану перетворення музею.

## Художній музей Джона й Мейбл Рінглінг

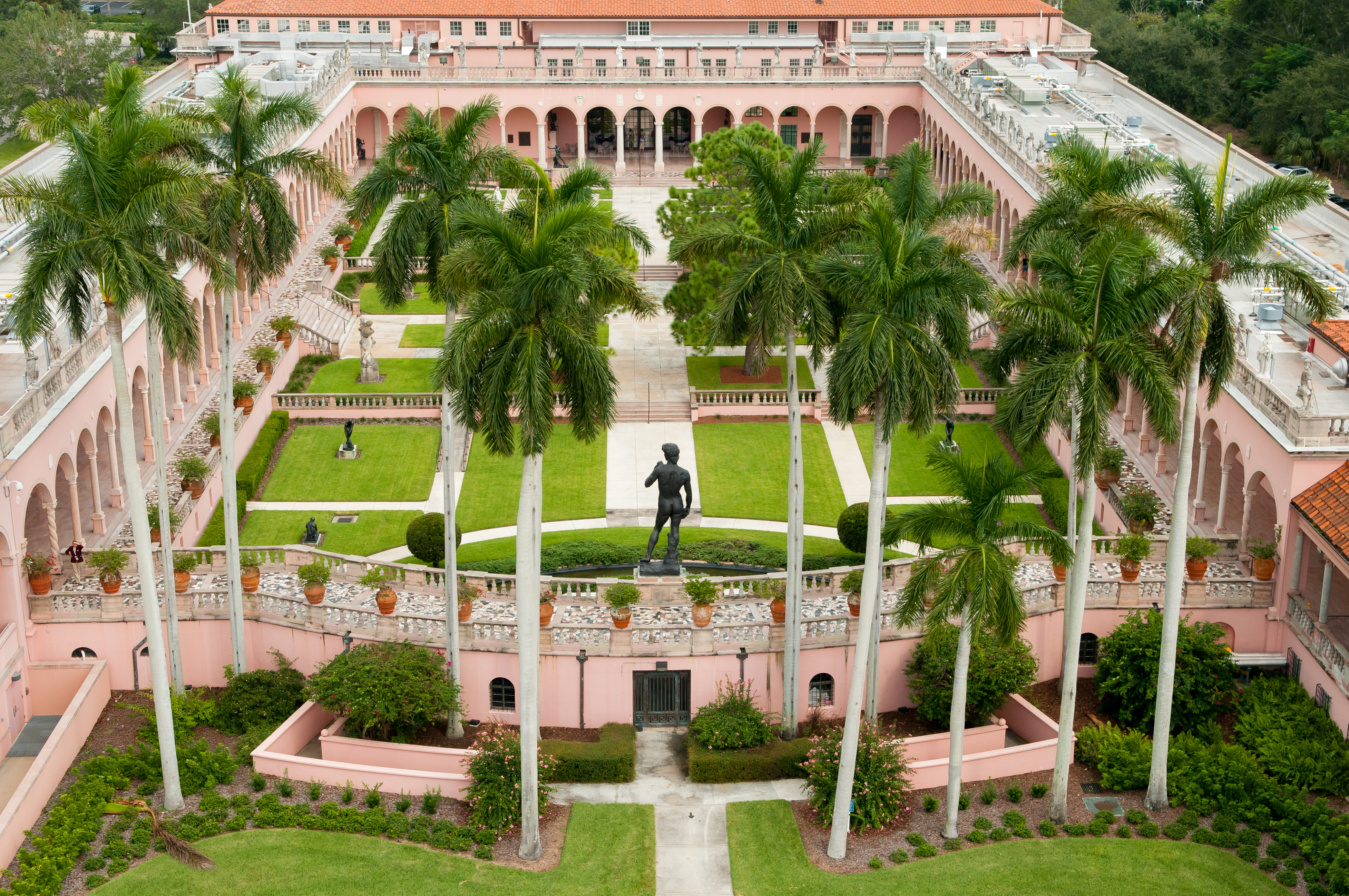
Внутрішнє подвір'я (мистецькій двір) палацу художнього музею з репліками найвідоміших скульптур античності

Головною частиною сімейного комплексу є Художній музей Джона й Мейл Рінглінг, що розміщено у окремій палацовій будівлі, що була зведена Джоном Рінглінгом для художнього музею у неокласичному стилі у вигляді римської вілли з відкритим до Сарасотської затоки Мексиканської затоки двором. 

Художній музей є офіційним державним художнім музеєм Флориди , що пропонує 21 галерею європейських картин, а також кіпрські старожитності та китайське, індійське, японське, американське та сучасне мистецтво. 

Статуї подвір'я

Мистецька колекція музею наразі налічує понад 10 тисяч предметів, до яких належать різноманітні картини, скульптура, малюнки, гравюри, фотографії та декоративно-прикладне мистецтво від найдавніших до сучасних періодів та з усього світу. Найвідоміші предмети музею - це європейські картини XVI – XX сторі, зокрема всесвітньо відома колекція картин Пітера Пола Рубенса.  Інші відомі представники мистецтва - Бенджамін Вест, Марсель Дюшан, Дієго Веласкес, Паоло Веронезе, Роза Бонхер, Джанлоренцо Берніні, Джуліано Фінеллі, Лукас Кранах Старший, Франс Халс, Ніколас Пуссен, Джозеф Райт з Дербі, Томас Гейнсборо, Ежен Бутон й Бенедетто Пагні. 

## Маєток Ринглінгів
Окрім художнього музею, у садибі також розташовано палац Рінглінга Ка-д'Зан, Трояндовий сад Мейбл Рінглінг, Музей цирку та Навчальний центр Тіббалс, історичний театр Асоло, Рінглінг мистецьку бібліотеку, Таємний сад, могилу Джона та Мейбл Рінглінг та Центр виконавських мистецтв.

### Сад гномів

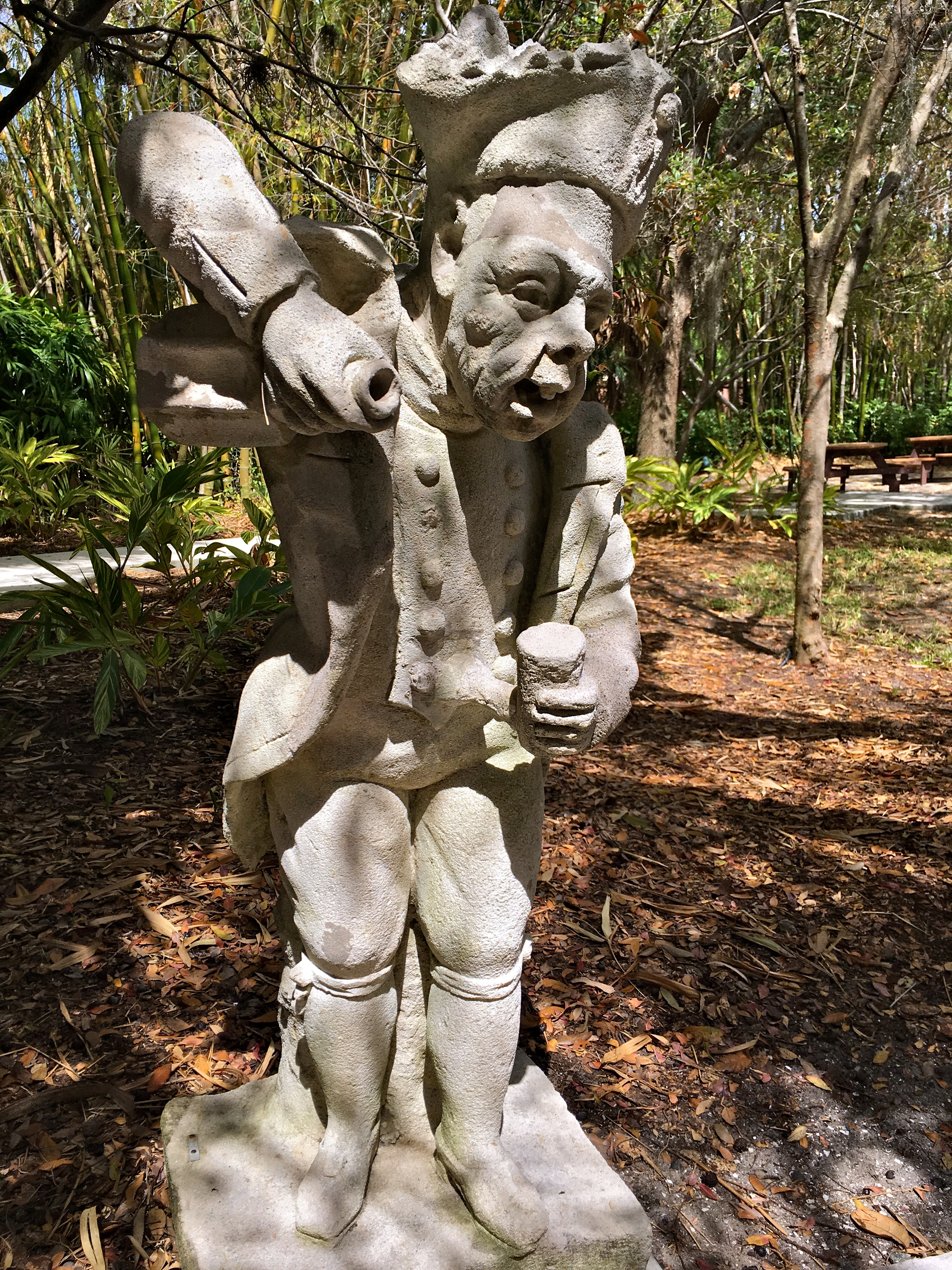
Одна з кам'яних статуй саду гномів

У саду гномів представлені кам'яні статуї, які Рінглінг придбав за роки своїх подорожей Європою.

### Палац Ка-д'Зан

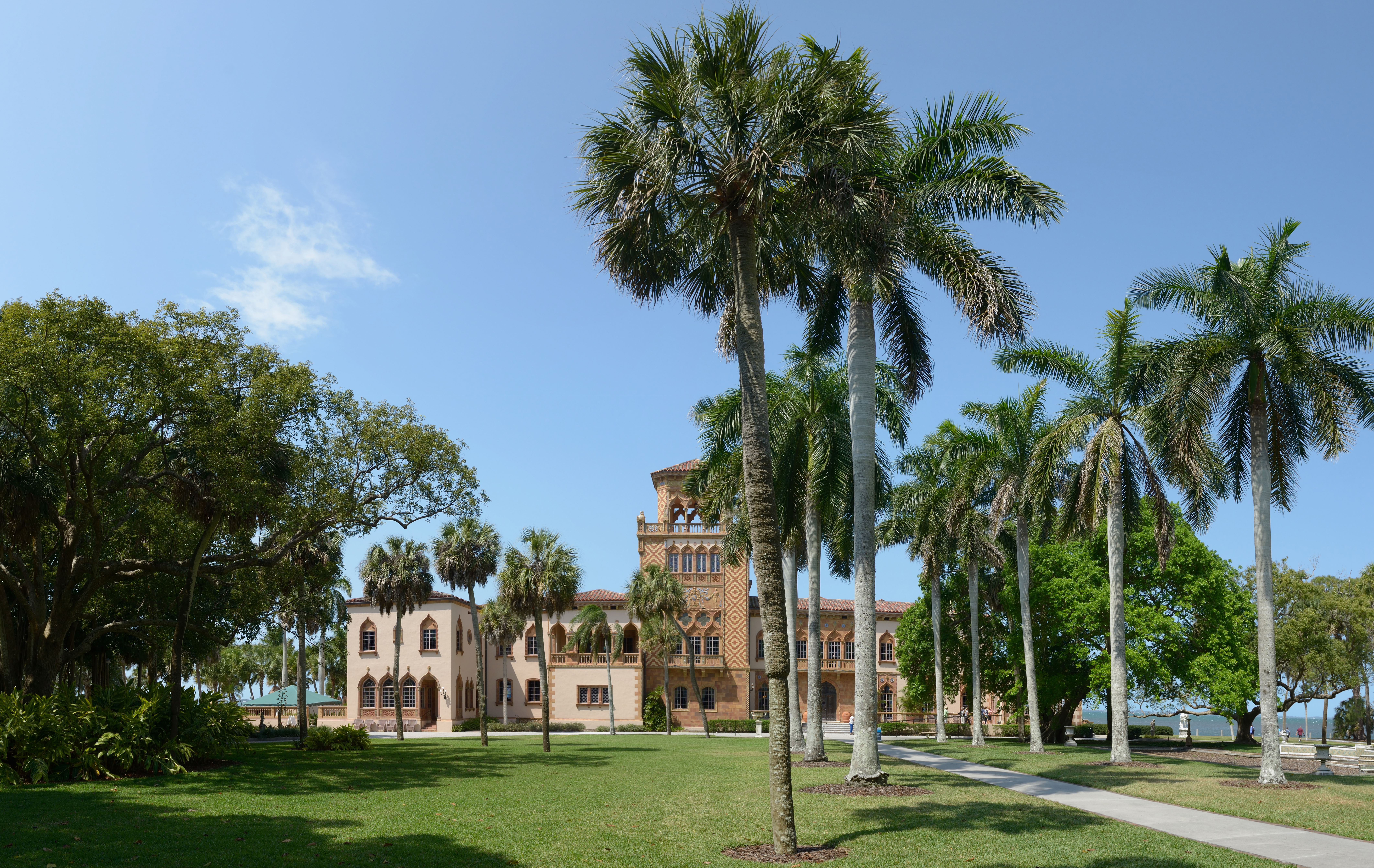
Приморський палац Ка'д'Зан

Ка-д'Зан (венеційська «Дім Іоанна»), — резиденція на березі моря, побудована для Мейбл та Джона Рінглінга. Палац у венеційському стилі спроєктував архітектор Дуайт Джеймс Баум за участю Рінглінгів, побудував Оуен Бернс; він був завершений у 1926 році.
Він оформлений у венеційському готичному стилі. Палац стоїть на терасі над Сарасотською затокою. Він на кілька років став центром культурного життя Сарасоти. Був відновлений у 2002 році під керівництвом Білла Пуга.

### Трояндовий сад
Трояндовий сад Мейбл Рінглінг був завершений у 1913 році, поки вони з Джоном мешкали в іншому будинку. Розарій розташований поблизу оригінальної резиденції Мері Луїзи та Чарльза Н. Томпсона у межах прекрасно озеленених територій з видом на Сарасотську затоку.

### Музей цирку та навчальний центр Тіббалса

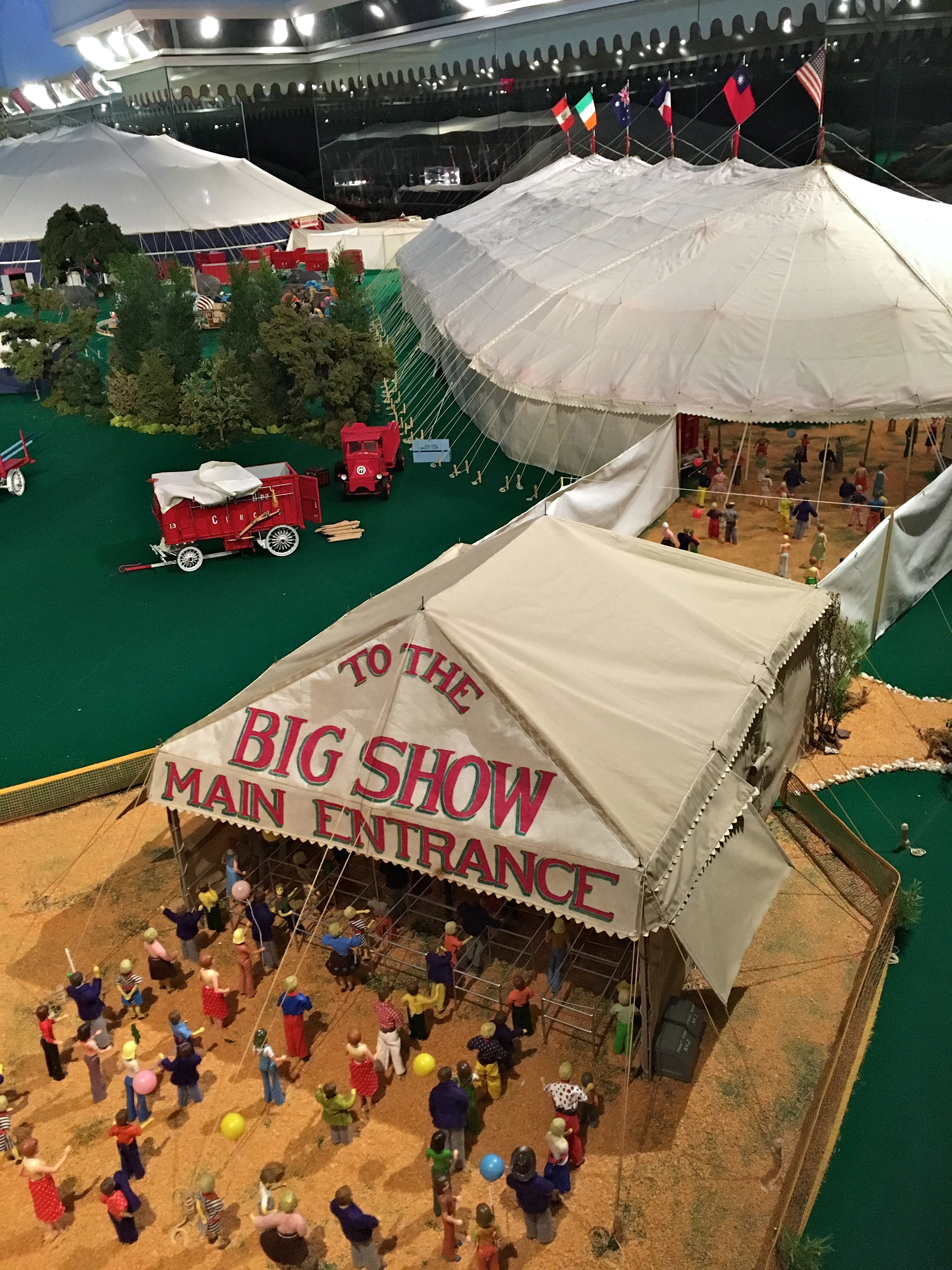
Зразковий вхід в цирк

Музей цирку, створений у 1948 році, є першим подібним музеєм, що задокументував історію цирку. У музеї є колекція афіш, плакатів та мистецьких відбитків, циркового паперу, ділових записів, гардеробу, виконавських реквізитів, циркового обладнання та парадних фургонів. Сусідній навчальний центр Тіббалів містить Ховард брозерс циркову модель. Побудований Ховардом Тіббалсом, масштабом 3/4 дюймів до 1 фута надихнутий цирком Рінглінг бразерс та Барнум й Бейли 1919—1938 років, що названо «найбільшим мініатюрним цирком у світі»

### Рінглінг мистецька бібліотека
Рінглінг мистецька бібліотека — одна з найбільших бібліотек мистецьких довідників на південному сході США. Колекція майже 90 000 томів включає близько 800 книг, що спочатку належали самому Джону Рінглінгу. Колекція охоплює 16–21 сторіччя та такі теми, як образотворче та декоративне мистецтво, історія мистецтва, архітектура, мода та театр. Рінглінг мистецька бібліотека також має інтернет-блог.

### Таємний сад
У 1991 році Джона, Мейбла та його сестру Айду Рінглінг Норт поховали у парку прямо навпроти Ка-д'Зану. Його називають таємним садом й Джон похований між двома жінками. Навколо 3 могил та надгробків є замкнені ворота. Перед брамою є сад та статуї. Протягом дня, у години відвідування, ворота відчинені та відкриті. На річницю з дня народження Джона Рінглінга студенти сусіднього Нового коледжу часто підкрадаються й кладуть сигару на могилу Джона.